# Podolanka
Podolanka ist eine Gemeinde in Tschechien. Sie liegt 15 Kilometer nordöstlich des Stadtzentrums von Prag an dessen Stadtgrenze und gehört zum Okres Praha-východ.

## Geographie
Podolanka befindet sich auf der Böhmischen Tafel in der Talmulde des Vinořský potok an den Einmündungen des Radonický potok und Jenštejnský potok. Nordwestlich erhebt sich der Zlatý kopec (250 m) und im Norden die Kuchyňka (242 m).
Nachbarorte sind Brázdim im Norden, Cvrčovice, Popovice und Dřevčice im Nordosten, Ostrov und Zápy im Osten, Jenštejn im Südosten, Radonice im Süden, Vinoř im Südwesten, Přezletice im Westen sowie Veleň im Nordwesten.

## Geschichte

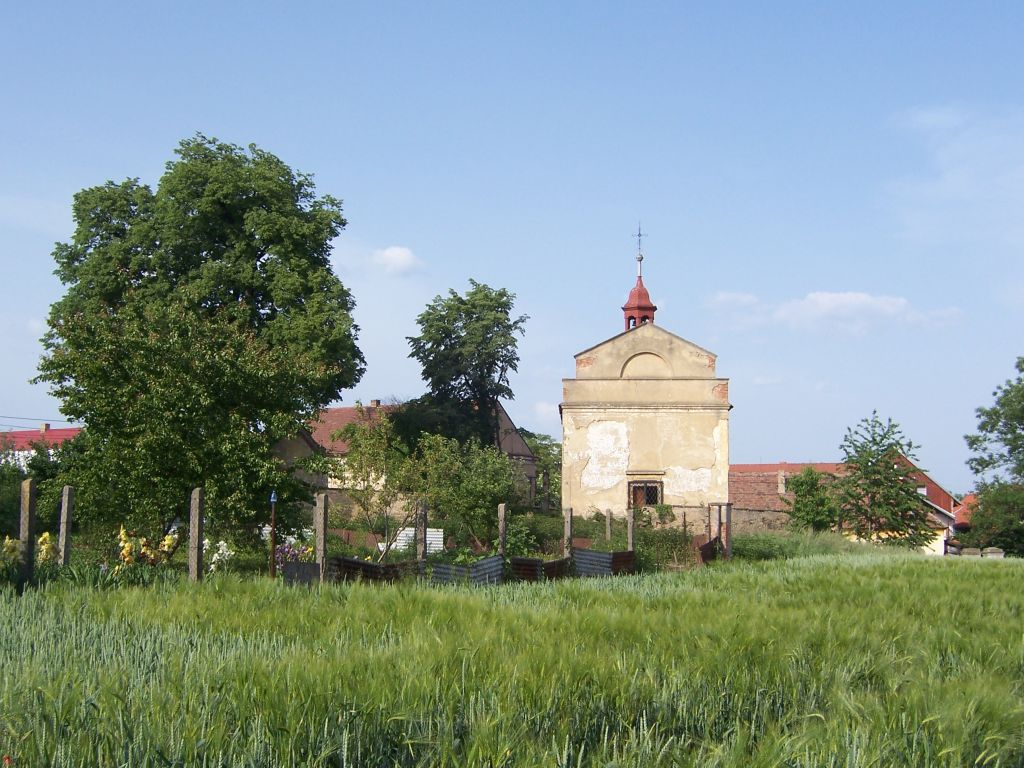
Kirche Johannes des Täufers in Cvrčovice

Der älteste Teil der Gemeinde ist Cvrčovice, das 1352 unter dem Namen Swryczouicz als geistliches Gut des Kanonikers von St. Ägidius auf dem Vyšehrad erstmals erwähnt wurde. Seit 1382 ist auch urkundlich die Existenz von Kostomlátky belegt.
Podolanka entstand in der Mitte des 17. Jahrhunderts. Die erste schriftliche Nachricht über die aus einem Kretscham und zwei zum Hof Jenštejn gehörigen Mühlen bestehende Ansiedlung stammt von 1658. 1664 erwarb Jan Anton Losy von Losinthal eine der beiden Mühlen. Nach dem Kauf der anderen kaufte Losy die Ansiedlung aus der königlichen Herrschaft Brandýs nad Labem aus und schlug sie als freien Besitz seiner Herrschaft Ctěnice zu.
Cvrčovice und Kostomlátky waren bis 1848 zur Herrschaft Vinoř untertänig. 1843 bestand Kostomlátky aus 34 Häusern und hatte 235 Einwohner, in Cvrčovice standen 10 Häuser mit 67 Bewohnern und in den fünf Häusern von Podolánky lebten 35 Menschen.
Nach der Aufhebung der Patrimonialherrschaften entstand 1850 die Gemeinde Cvrčovice mit den Ortsteilen Podolánky und Kostomlátky, die zum Bezirk Karlín und ab 1906 zum Bezirk Brandýs nad Labem gehörte. Nach der Gründung der Tschechoslowakei erhielt die Gemeinde den Namen Cvrčovice, Kostomlátky a Podolánka. 1948 erfolgte die Umbenennung in Podolánka und seit 1950 führt die Gemeinde den Namen Podolanka. In dieser Zeit verloren Cvrčovice und Kostomlátky ihren Status als Ortsteile. Seit 1961 gehört Podolanka zum Okres Praha-východ. In den 1960er und 1970er führte der Straßenlauf Praha – Brandýs durch die Gemeinde. Die Ortslagen Podolanka und Kostomlátky sind zu einer Einheit zusammengewachsen.

## Gemeindegliederung
Für die Gemeinde Podolanka sind keine Ortsteile ausgewiesen. Zu Podolanka gehören die Ansiedlung Cvrčovice (Czwrtschowitz, 1939–1945: Grillendorf) und die Ortslage Kostomlátky (Kostomlatek).

## Sehenswürdigkeiten
- Kirche Johannes des Täufers in Cvrčovice, erbaut 1564
- Štěpařův statek (Štěpař-Gut) in Kostomlátky aus dem Ende des 16. Jahrhunderts
- zwei Nischenkapellen Via Sancta an der alten Straße von Stará Boleslav nach Prag
- Zlatý vrch (Goldberg), archäologische Fundstätte einer Siedlung des Homo erectus aus der Altsteinzeit. Erste Gebeinfunde wurden durch Antonín Nedorost im 19. Jahrhundert dem Nationalmuseum in Prag übergeben. 1975 begannen intensive Grabungen.